# Oxira fannyi
Oxira fannyi là một loài bướm đêm trong họ Noctuidae.